# Wolfgang Müller (atleta)
Wolfgang Müller (Dresda, 26 gennaio 1943) è un atleta tedesco.

## Biografia
Nel 1967 corre con la staffetta della DDR, ai Giochi europei indoor 1967 nella finale della staffetta 4x300m.
Nelle gare di atletica leggera ai Giochi della XIX Olimpiade raggiunge la semifinale e con la squadra maschile della staffetta 4×400 metri.
Nel 1972 vince la medaglia di bronzo ai Campionati europei di atletica leggera indoor 1972 di Grenoble.
Wolfgang Müller gareggiò per la ASK Vorwärts Potsdam.

## Posizioni migliori
- 200 m: 21,1 s, 28 maggio 1972, Potsdam
- 400 m: 46,32 s, 17 ottobre 1968, Città del Messico